# کلیسای گئورگ مقدس (آختالا)
کلیسای گئورگ مقدس (ارمنی: Սուրբ Գևորգ եկեղեցի؛ انگلیسی: St. George) یک کلیسا متعلق به کلیسای حواری ارمنی واقع در شهر آختالا، استان لوری ارمنستان می‌باشد. ساخت و ساز این ساختمان در سال ۱۲۵۰ میلادی؛ به پایان رسید. این بنا به سبک معماری ارمنی طراحی شده است.